# Hugo Ovelar
Hugo Marcelo Ovelar (Concepción, 21 febbraio 1971) è un ex calciatore paraguaiano, di ruolo centrocampista.